# Kelly Peyton
Kelly Payton es un personaje de ficción, un espía que trabaja para Profeta Cinco en la serie de televisión de Alias. Kelly Payton está interpretada por la actriz de cine y televisión estadounidense Amy Acker.

## Biografía
Peyton al principio trabaja bajo el mando de Gordon Dean y era amigo y socia de Rachel Gibson. Cuando Gibson comprende que The Shed no es realmente una división negra de la CIA, Payton y Dean destruyen su centro de operaciones en Praga matando a todos los agentes excepto a Gibson. Después de varias intentos frustrados de matar Gibson, Dean es capturado y asesinado por Arvin Sloane en APO. Con la muerte de Dean Peyton asume su cargo dentro de Profeta Cinco.
Peyton posteriormente supervisa el interrogatorio hipnótico a Sydney Bristow a bordo de un carguero en aguas internacionales, buscando la información acerca de la ubicación de un artefacto de Rambaldi conocido como " El Horizonte ". Es revelado que Peyton trabaja con Irina Derevko para obtener la información.
Sydney, Irina y Jack Bristow viajan a Vancouver para recuperar el Horizonte. Peyton, en un intento de traicionar a Irina, dirige un ataque contra ellos, pero no logra recuperar el Horizonte. Irina se escapa con el Horizonte engañando tanto a Peyton como a Jack y Sydney.
Peyton ayuda en la fuga de Anna Espinosa de la custodia federal, para someterse un proceso de doblamiento genético y hacerse una doble de Sydney.
En el final de la serie, Peyton se alía con Sloane y Julian Sark y masacra a los líderes de Profeta Cinco, un grupo misterioso conocido como los Doce. Peyton recupera el Horizonte de Irina a cambio de dos misiles, pero posteriormente es capturada por APO. Su antigua relación con Rachel Gibson demuestra su caída, como Gibson conoce lo que Peyton más teme, usa una serpiente para extraer toda la información, y así poder frustrar los diferente juegos finales de Irina y Sloane
Su Destino Final Implica pasar el Resto de su vida en alguna Cárcel de Máxima Seguridad.
- Datos: Q4405651